# Косіда Такесі
Косіда Такесі (яп. 越田 剛史, нар. 19 жовтня 1960, Ісікава —) — японський футболіст, що грав на позиції захисника.

## Клубна кар'єра
Грав за команду Ніссан Моторс.

## Виступи за збірну
Дебютував 1980 року в офіційних матчах у складі національної збірної Японії. У формі головної команди країни зіграв 19 матчів.

## Статистика
Статистика виступів у національній збірній.
| Збірна Японії | Збірна Японії | Збірна Японії |
| Роки          | Ігри          | голи          |
| ------------- | ------------- | ------------- |
| 1980          | 1             | 0             |
| 1981          | 1             | 0             |
| 1982          | 7             | 0             |
| 1983          | 6             | 0             |
| 1984          | 3             | 0             |
| 1985          | 1             | 0             |
| Усього        | 19            | 0             |